# Fenylfosfin
Fenylfosfin je organická sloučenina se vzorcem C6H5PH2, fosforový analog anilinu. Podobně jako ostatní primární fosfiny vykazuje silný zápach a snadno se oxiduje. Používá se na přípravu dalších organických sloučenin fosforu a může také sloužit jako ligand v komplexních sloučeninách.

## Příprava
Fenylfosfin se dá připravit reakcí dichlorfenylfosfinu s tetrahydridohlinitanem lithným v diethyletheru:
LiAlH4 + 2C6H5PCl2 → 2C6H5PH2 + Li+ + Al3+ + 4Cl−
Příprava se provádí za nepřístupu vzduchu, aby se zamezilo vedlejším reakcím vyvolávaným kyslíkem.

## Reakce
Oxidací fenylfosfinu na vzduchu vzniká příslušný fosfinoxid.
C6H5PH2 + O2 → C6H5P(OH)2
Bis(2-kyanozásaditě katalyzovanou adicí allylové skupiny na akrylonitril.
C6H5PH2 + 2CH2=CHCN → C6H5P(CH2CH2CN)2
Bis(2-kyanoethylfenyl)fosfin se používá na přípravu 1-fenyl-4-fosforinanonu cyklizací v zásaditém prostředí a následnou hydrolýzou. Fosforinanony je možné redukcemi přeměnit redukcemi na alkeny, reakcemi s Grignardovými činidly na aminy a indoly a Reformatského činidly na sekundární a terciární alkoholy.
Fenylfosfin reaguje s řadou komplexů kovů; mimo jiné se z něj získávají můstkové fosfinidenové ligandy.
2 (C6H5)2MCl + C6H5PH2 + 3 (C2H5)3N → ((C6H5)2M)2PC6H5 + 3 (C2H5)3N•HCl
Fenylfosfin má také využití ve výrobě polymerů. Pomocí radikálových iniciátorů nebo ultrafialového záření lze spustit polyadice fenylfosfinu na 1,4-divinylbenzen nebo 1,4-diisopropenylbenzen za vzniku polymerů obsahujících fosfor, které mají samozhášecí vlastnosti. Při spojení s hořlavými polymery, jako jsou polystyren a polyethylen, je výsledný materiál odolný vůči hoření.